# Conistra euanthes
Conistra euanthes är en fjärilsart som beskrevs av Schultz 1930. Conistra euanthes ingår i släktet Conistra och familjen nattflyn. Inga underarter finns listade i Catalogue of Life.